# Реутова, Елена Васильевна
Еле́на Васи́льевна Ре́утова (род. 18 августа 1968) — украинская гребчиха, выступавшая за сборную Украины по академической гребле в период 1993—1996 годов. Участница двух чемпионатов мира и летних Олимпийских игр в Атланте.

## Биография
Елена Реутова родилась 18 августа 1968 года. Проходила подготовку в Днепропетровске.
Дебютировала на взрослом международном уровне в сезоне 1993 года, когда вошла в основной состав украинской национальной сборной и побывала на чемпионате мира в Рачице — стартовала здесь в зачёте женских парных четвёрок, попала в утешительный финал В, где заняла третье место.
В 1995 году выступила на мировом первенстве в Тампере — на сей раз соревновалась в парных двойках, дошла до финала В и пришла там к финишу первой.
Благодаря череде удачных выступлений удостоилась права защищать честь страны на летних Олимпийских играх 1996 года в Атланте — вместе с напарницей по команде Татьяной Устюжаниной стартовала в парных двойках, дошла до финала В и показала в нём второе время. Таким образом, в итоговом протоколе соревнований расположилась на восьмой строке.
После атлантской Олимпиады Реутова уже не показывала сколько-нибудь значимых результатов на международной арене.